# ジェレミー・タイラー (バスケットボール)
ジェレミー・タイラー（Jeremy Miles Tyler、1991年6月21日 - ）は、アメリカ合衆国・カリフォルニア州サンディエゴ出身のプロバスケットボール選手。bjリーグを経由してNBAドラフトで指名された初のNBA選手である。

## 来歴
サンディエゴ高校在学中、「スーパー高校生」と呼ばれる活躍を見せる。有名大学から誘いを受けるも、高校を中退してイスラエルのマッカビ・ハイファとプロ契約。
2010年のNBAドラフトで指名が確実と言われる中、2010年、bjリーグの東京アパッチに入団し、33試合に出場。1試合平均15.4分出場し、51.7FG%で9.9得点、6.4リバウンドを記録。 
2011年のNBAドラフトの2巡目（全体39番目）でシャーロット・ボブキャッツに指名された後、ゴールデンステート・ウォリアーズに交渉権が譲渡され入団。
2012-13シーズン途中の2013年2月にトレードでウォーリアーズからアトランタ・ホークスに移籍した。
2013-14シーズンはニューヨーク・ニックスで17試合に出場。1月28日のボストン・セルティックス戦でキャリアハイの17得点したが、シーズン終了後にサクラメント・キングスに放出された後に解雇された。
2014-15シーズン開幕前にロサンゼルス・レイカーズのトレーニングキャンプに参加するも解雇され、直後に山西ドラゴンズと契約。2015-16シーズン開幕前もヒューストン・ロケッツのトレーニングキャンプに参加するも解雇され、再び中国に渡り、福建スタージョンズと契約した。